# La Boissière-du-Doré

Localització de La Boissière-du-Doré

La Boissière-du-Doré (en bretó Beuzid-an-Doured, en angeví La Bouézyere) és un municipi francès, situat a la regió de país del Loira, al departament de Loira Atlàntic, que històricament ha format part de la Bretanya. L'any 2006 tenia 822 habitants. Limita amb els municipis de La Remaudière a Loira Atlàntic i Landemont, Saint-Christophe-la-Couperie i Le Puiset-Doré a Maine i Loire.

## Demografia
| 1962                                       | 1968 | 1975 | 1982 | 1990 | 1999 |
| ------------------------------------------ | ---- | ---- | ---- | ---- | ---- |
| 520                                        | 523  | 517  | 551  | 627  | 672  |
| Des de 1962: població sense dobles comptes |      |      |      |      |      |

## Administració
| Període | Identitat       | Partit |
| ------- | --------------- | ------ |
| 2001-   | Maurice Poilane |        |